# 1502년

## 연호
- 명(明) 홍치(弘治) 15년
- 일본(日本) 분키(文亀) 2년
- 후 레 왕조(後黎朝) 까인통(景統) 5년

## 기년
- 류큐(琉球) 쇼신왕(尚真王) 26년
- 명(明) 효종 홍치제(孝宗 弘治帝) 15년
- 조선(朝鮮) 연산군(燕山君) 8년
- 후 레 왕조(後黎朝) 헌종(憲宗) 5년

## 탄생
- 1월 3일 - 조선 중기의 문신, 학자 이황. (~1571년)
- 1월 7일 - 제226대 로마의 교황 교황 그레고리오 13세.
- 1월 13일 - 조선의 선비 이황. (~1571년)

### 미상
- 오스만 제국의 술탄인 쉴레이만 1세의 황귀비 록셀라나. (~1558년)